# Muntele Templului
Muntele Templului, (cunoscut în ebraică și în iudaism) ca Har haBáit (ebraică:הַר הַבַּיִת‎, în traducere arabă  جبل الهيكل  Djebel Al-Heikal) iar în arabă și în islam ca Haram Ash-Sharif (arabă: الحرم القدسي الشريف‎, Al-Haram al-Qudsī ash-Sharīf, Sanctuarul Nobil), este unul dintre cele mai importante locuri religioase din Vechiul Oraș al Ierusalimului. Muntele Templului a servit drept loc de cult celor trei religii monoteiste - iudaismul, islamul, creștinismul, dar în cursul istoriei a cunoscut și momente politeiste, în vremea ievusiților, cea a conviețuirii temporare dintre iudaism și politeismul canaanit-israelit, și în vremea ocupanților seleucizi și romani.      
Numele său mai vechi din Biblia ebraică era Moria. Muntele Templului se află în partea de est a Orașului vechi al Ierusalimului și are o altitudine de 743 metri deasupra suprafeței mării. Pe culmea lui se întinde o esplanadă având suprafață de 14 hectare, care a fost zidită în secolul I î.e.n. în timpul domniei regelui Iudeei, Irod cel Mare. În acest loc s-a înălțat Cel de-al Doilea Templu al Ierusalimului, iar înaintea acestuia, Primul Templu. În vremurile noastre pe esplanada Muntelui Templului se înalță sanctuarul musulman Cupola Stâncii, Moscheea Al-Aqsa și o serie de clădiri anexe. 
Platforma Muntelui Templului este înconjurată de ziduri de susținere, dintre care cel mai vestit este Zidul de apus sau Zidul Plângerii.
Muntele Templului este locul cel mai sacru al religiei iudaice și al poporului evreu și locul sfânt al treilea ca însemnătate al Islamului sunit. 
Credincioșii evrei se închină de trei ori pe zi în direcția lui și se roagă pentru  reclădirea Templului din Ierusalim din vechime, în cadrul rugăciunii Amidá, care este rostită în slujba de dimineață - Shaharit, cea de prânz - Minha, și cea de seară - Arvit: 
„Și la Ierusalim orașul tău, întoarce-te cu îndurare, și locuiește într-însul precum ai făgăduit. Rezidește-l în curând, în zilele noastre, ca o zidire de veci”
 și 
„Întoarce slujba la tinda casei tale”
După tradiții religioase diverse, Muntele Templului este locul din care ar fi fost creată lumea (Even Hashtiyá), în care a avut loc întâmplarea Sacrificiului lui Isaac și tot de pe el s-ar fi înălțat Mohamed spre cer, în compania îngerului Jibril (Arhanghelul Gabriel) în așa numitul Mi'raj descris în Coran.
Muntele Templului este un loc de înaltă sensibilitate politică internațională, aflându-se in centrul a numeroase conflicte mai ales între evrei și musulmani, de la începutul dezvoltării islamului. În vremea noastră el și esplanada lui se află sub suveranitate israeliană (nerecunoscută de alte state ale lumii), dar sunt administrate oficial de către Oficiul Waqfului musulman, aflat sub auspiciile Iordaniei.

## Originea numelui
Numele ebraic mai vechi al locului, Muntele Moria (Har Hamoria), este menționat prima dată în Biblia ebraică, în pasajele care relatează zidirea Primului Templu de către regele Solomon. În schimb „Țara Moria” (Eretz Moria) este pomenită încă în Cartea Facerii din Biblie ca o regiune, în care se afla acel munte pe care Avraam a fost chemat de divinitate să-l jertfească pe fiul său, Isaac. Numele Muntele Templului (Har Habáit) apare pentru întâia oară în prorocia catastrofei a lui Ieremia din cartea prorocului Ieremia (26,18), pusă în gura prorocului Miheia (Miha), și care este citată și în Cartea acestui din urmă profet:
„צִיּוֹן שָׂדֶה תֵחָרֵשׁ, וִירוּשָׁלַיִם עִיִּים תִּהְיֶה, וְהַר הַבַּיִת לְבָמוֹת יָעַר”
„Sionul va fi arat ca un ogor, Ierusalimul va ajunge o movilă de dărămături și muntele templului acestuia va fi un deal împădurit” ”
Sensul denumirii Muntele Templului este acea înălțime pe care a fost clădit Templul din Ierusalim.

## Geografie și geologie

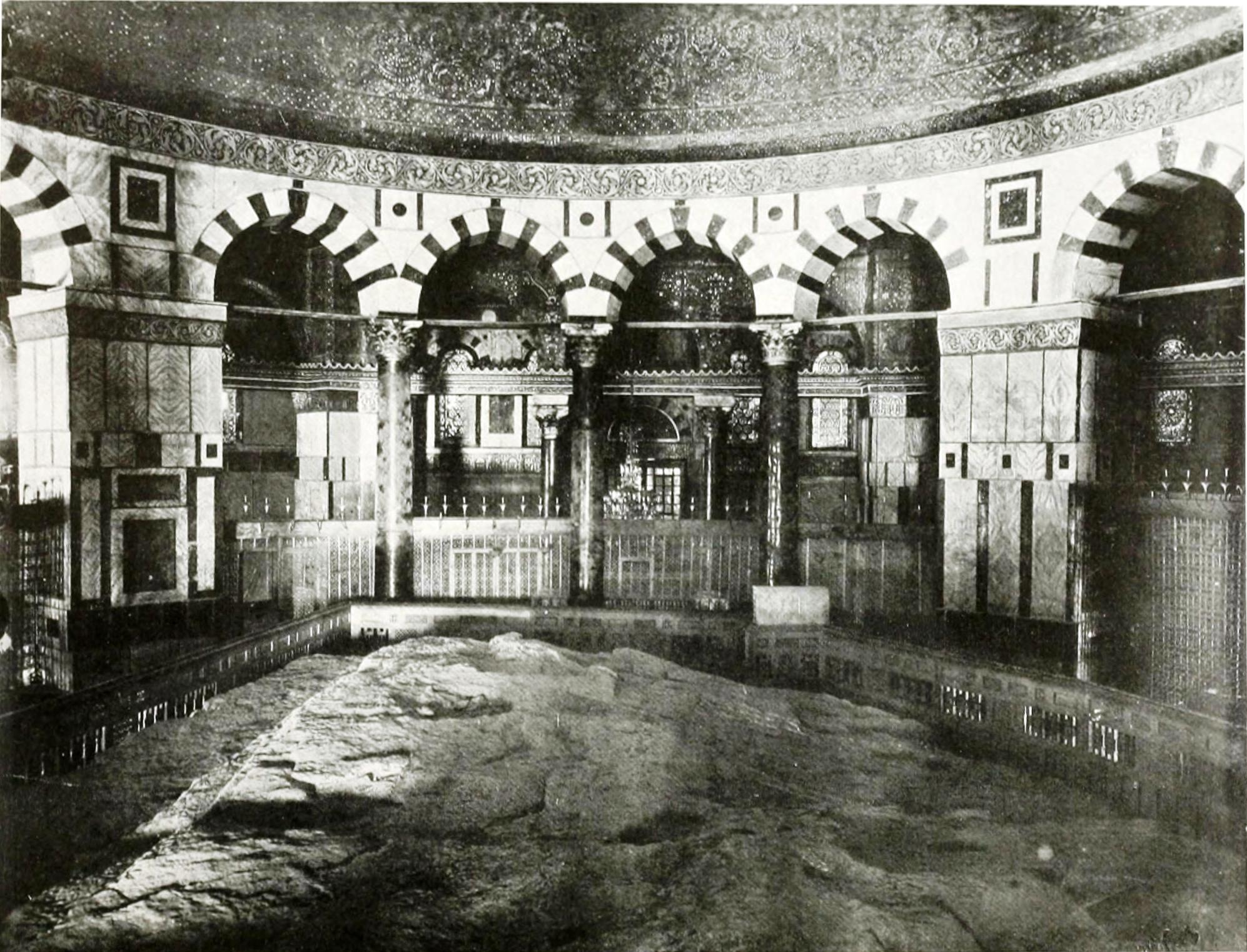
Vârful Muntelui Templului cu stânca de pe planșeul Sanctuarului islamic Cupola Stâncii din Ierusalim, fotografie din anul 1910, în limba ebraică „Even Hashtiá”

Muntele Templului este scund in raport cu împrejurimile lui, vârful său atingând altitudinea de 743 metri deasupra nivelului mării.. Muntele este mai înalt doar față de ramificația Orașului lui David, aflată la sud.
La est muntele este delimitat de râul Kidron, care îl separă de lanțul Muntelui Măslinilor. La vest este mărginit de Valea Centrală (Hagay Hamerkazí), iar la nord de râul Nahal Beit Zeta. La marginea de sud se află o prelungire a Dealului Ofel, din care se ramifică colina Orașului lui David.
Ca urmare a construcției esplanadei Muntelui Templului în secolul I î.e.n. în vremea regelui Irod, traseul topografic originar al muntelui a dispărut aproape cu desăvârșire, fiind „îngropat” dedesubtul ei și în spatele zidurilor de susținere zidite de Irod. Marea esplanadă pătrunde dincolo de limitele muntelui topografic, și se sprijină și pe Muntele Sion în sud-vest, și pe lanțul Beit Zeta la nord. Înălțimea esplanadei în raport cu nivelul solului atinge 50.6 metri în locul cel mai înalt - la colțul dintre Zidul de răsărit și Zidul de miazăzi.
În cursul construirii precinctului, a fost lăsat intact vârful originar al Muntelui Moria, care se ivește în sectorul unde se află astăzi Mistabba - bănci scunde pentru ședere din perioada mamelucă. El nu se găsește în centrul esplanadei, ci în partea lui de vest, alcătuind podeaua naturală a sanctuarului islamic Cupola Stâncii, pe care o înconjoară vizitatorii. După tradiția evreiască, aceasta este Even Hashtiá, din care a fost creată lumea.

## Istoria
După scriptura biblică, episodul Sacrificiului lui Isaac s-a desfășurat pe Muntele Moria, care este identic cu Muntele Templului. Când a fost împărțită Țara Canaanului între triburile israelite, Ierusalimul, inclusiv Muntele Moria, era o cetate rămasă neanexată de evrei și se afla în posesia ievuseilor.
El se învecina cu teritoriul atribuit tribului Iuda (Yehuda) și cu cel al tribului Beniamin (Binyamin). 
Ierusalimul însuși se numea Yevus. În acea vreme locul nu este amintit aproape de loc în Biblie.
Până în prezent s-a găsit pe Muntele Templului doar un singur vestigiu arheologic din epoca ievusită din mileniul al III-lea î.e.n.: după opinia arheoloagei israeliene Rivka Gonrn este vorba de un mormânt în formă de puț, cioplit în stâncă de pe vârful muntelui  . 

### Perioada Primului Templu
După relatarea biblică, după ce a cucerit Ierusalimul, sfătuit de prorocul Gad, regele israelit David a cumpărat cu o sumă mare de bani aria lui Aravna Ievuseul, apoi a ridicat acolo un altar și a jertfit ofrande pentru a opri epidemia de ciumă ce lovise poporul.(Samuil 2 sau după Biblia ortodoxă Cartea  a doua a regilor, 24,18-25, de asemenea cartea Cronici I,21,18-26). Exact în acel loc, numit Muntele Moria, se povestește că a zidit mai târziu (prin 967 î.e.n.?) regele Solomon, fiul lui David, cel dintâi Templu din Ierusalim (Cartea Cronici II, 3,1)
După Biblie, Templul lui Solomon a fost ridicat pe Muntele Templului pentru a sluji cultul lui Yahve, unicul zeu al iudaismului monoteistic și al poporului Israel (Elohey Israel). Templul a devenit centrul principal de cult al israeliților, în care slujeau preoții (cohanim) și înțelepții (hahamim) evrei. Construcția templului imita pe cea a Cortului întâlnirii, pe care îl făurise Moise în Deșertul Sinai, dar de dimensiuni cu mult mai mari și mult mai fastuos și sofisticat decât cortul. Arheologi au găsit în descrierea biblică un număr de parametri care caracterizau și alte temple antice din Levantul antic. După descrierea biblică însăși, în anumite perioade, Templul a găzduit și culte politeiste, ale altor zei decât Yahve, aceasta mai ales in timpul domniei regelui Manase (Menashe). Primul Templu a dăinuit până în 586 î.Hr.. când a fost dărâmat și prădat în cursul campaniei de pedeapsă a regelui babilonean Nabucodonosor al II-lea împotriva Ierusalimului, pe atunci capitală a Iudeei, care se răsculase împotriva sa. Elita poporului iudeu a fost surghiunită în Babilonia.
Identificarea locului unde a ființat Primul Templu este cu totul dificilă. După majoritatea opiniilor, el s-a aflat în locul unde se înalță astăzi sanctuarul islamic Cupola Stâncii, dar unii îl localizează mai la nord sau mai la sud de acesta.
După opinia unor arheologi, ca Israel Finkelstein, găsirea de urme ale Templului și ale Palatului lui Solomon este aproape imposibilă în primul rând din cauza lucrărilor de mare amploare efectuate pe Muntele Templului în timpul regelui Irod cel Mare. În acelaș timp Finkelstein însuși, care pe baza lipsei de probe arheologice, tinde să minimalizeze puterea politică și militară precum și întinderea teritoriului aflat sub dominația primilor regi evrei David și Solomon, admite totuși că este neverosimil ca un conducător al israeliților din secolul al 10-lea î.e.n, cum a fost, de pildă, Solomon, să nu fi construit un palat și templu propriu în capitala sa, așa cum au făcut și alte state și orașe-state contemporane din regiune.

### Perioada celui de-al Doilea Templu

#### Dominația persană și elenistică

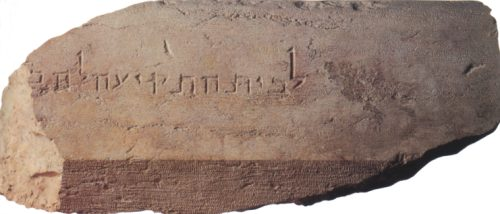
Inscripția ebraică „La Casa Trâmbițelor” („Leveit Hatekiá”) din vremea celui de al Doilea Templu, descoperită de arheologul Binyamin Mazar la picioarele zidului de sud al Muntelui Templului

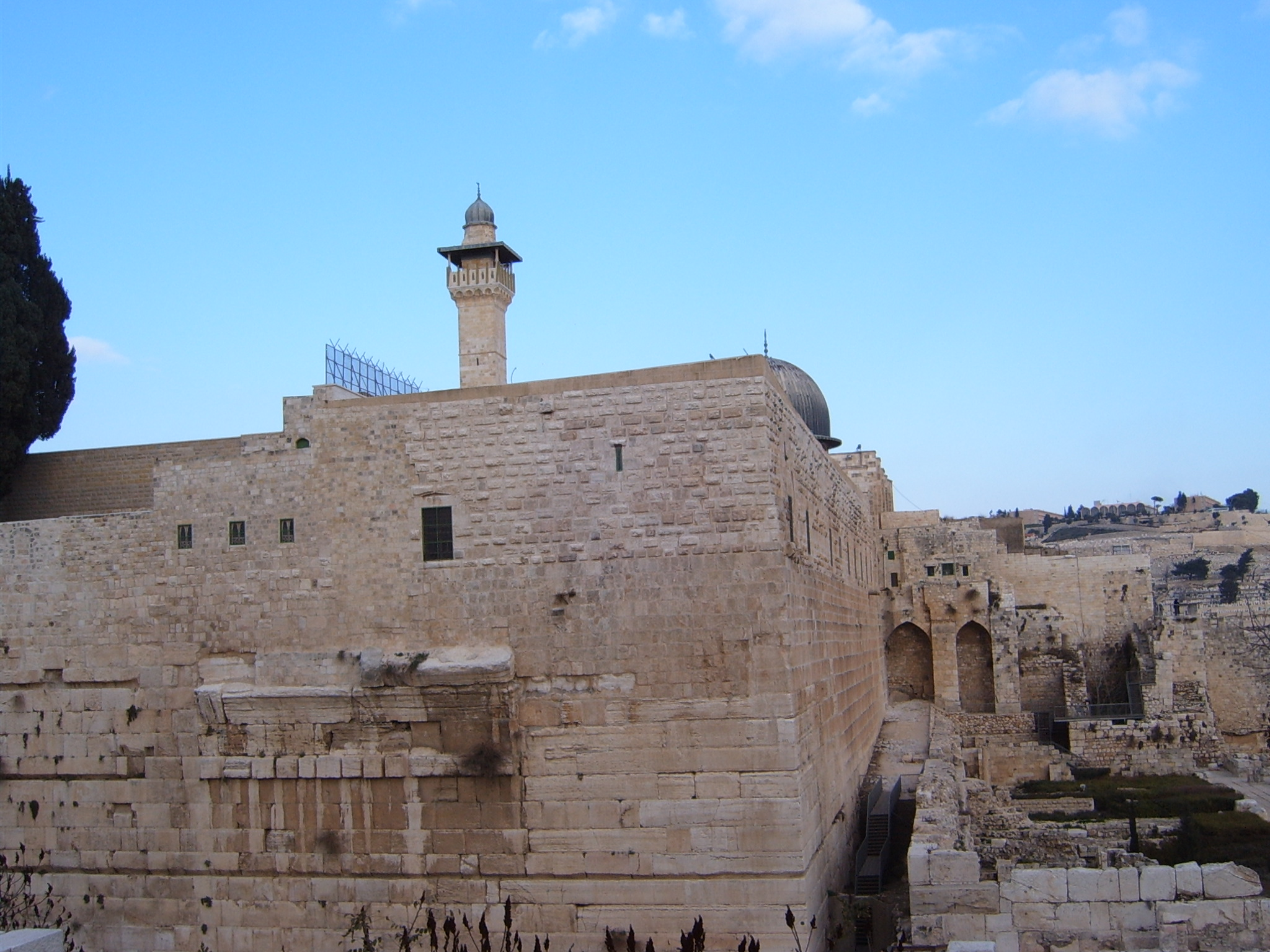
Rămășițele Arcului Robinson ,numit după descoperitorul său din sec.al XIX-lea, și colțul de sud-vest al Muntelui Templului

Regele persan Cirus cel Mare, care a acordat libertate de cult mai multor popoare din imperiu, a dat, conform scripturii biblice, o proclamație și în ceea ce privește evreii antici, în care ar fi amintit în mod detaliat și reclădirea  Templului din Ierusalim. Cirus a permis așa numita Întoarcere în Sion (Shivat Tzion) - întoarcerea a unei părți a exilaților iudei din Exilul Babilonean în Țara Israel (Eretz Israel). Existența decretului este pusă la îndoială de istorici.
După cum povestește Biblia, evreii repatriați au reclădit Templul (prin 516 î.Hr.), care a devenit cunoscut ca Cel de-al Doilea Templu. Clădirea acestuia a fost de dimensiuni relativ mai mici decât Templul lui Solomon, dar asemănător acestuia, a devenit centrul principal, religios-spiritual, public, juridic și economic al țării, care era în acea perioadă o provincie a Imperiului persan al Ahemenizilor.În incinta lui s-au întrunit Adunările mai mici sau mai mari cunoscute ulterior sub denumirea de origine greacă Sanhedrin (Sanhedriot). Vreme de secole de atunci încolo s-au desfășurat în Templu, sub diverse stapâniri, străine și locale, principalele ceremonii ale cultului iudaic antic.     
Ieșită din comun a fost o perioadă în timpul domniei regelui elen seleucid Antioh al IV-lea Epifan.

#### Revolta Hasmoneilor și restabilirea regatului iudeu
Când marele preot din Ierusalim, Iason, care fusese înlăturat din funcție, a încercat să pună stăpânire pe oraș cu ajutorul familiei Tuvia (Beit Tuvya), regele Antioh a oprit asediul Alexandriei și a revenit de îndată în Asia pentru a face ordine la Ierusalim. El a ocupat orașul, i-a schimbat numele în Antiohia, a jefuit tezaurul Templului și a transformat sanctuarul iudaic într-un templu al lui Zeus, impunând divinitatea grecească ca dumnezeu al evreilor. În cadrul ritualului păgân introdus în templu au început să se aducă și jertfe de porci, animale care erau considerate impure de către religia evreilor.
Se consideră că acest eveniment a aprins scânteia revoltei în rândurile iudeilor, care, sub conducerea familiei Hasmoneilor (Hashmonaím) s-au ridicat la lupta care a dus la scuturarea jugului siro-elen, restabilirea cultului strămoșesc în Templul ce fusese pângărit și restaurarea regatului iudeu independent în Țara Israel.
În primăvara anului 63 î.Hr. generalul Gnaeus Pompeius Magnus, comandantul roman al Asiei Mici, a profitat de conflictul pentru succesiune la tronul Iudeei între membrii familiei Hasmoneene, și a intervenit în favoarea lui Hurcan al II-lea în fața fratelui acestuia, Aristobul al II-lea. 
Aristobul și tabăra sa nu au acceptat judecata romană și s-au baricadat în cetatea Alexandrion (Sartaba) în sud-estul Samariei și pe Muntele Templului. După ce Aristobul și oștenii săi aflați la Alexandrion s-au supus, oamenii săi au continuat să opună rezistență pe Muntele Templului. 
Romanii au asediat muntele, au ridicat în jurul său o circumvalațiune și au adus berbece în partea de nord și de vest. După un asediu de trei luni, într-o sâmbătă, Pompei a cucerit muntele, ucigând mii dintre apărătorii iudei. A intrat el însuși în Templu, în Sfânta Sfintelor, dar nu a permis păgubirea lacașului și a autorizat  reluarea ceremoniilor de cult.

#### Proiectele arhitectonice ale lui Irod cel Mare și urmașilor săi
În ultimul său secol de existență, cel de-al Doilea Templu a fost în mod amplu restaurat și lărgit de către regele Irod cel Mare (Hordos sau Herodes), care era vasal al Romei.
El a construit pe culmea muntelui o platformă largă și netedă, care se vede până în zilele noastre, aceasta, prin munci de tăiere în munte, zidirea de arcuri, scări și ziduri de susținere, și umplere artificială cu pământ. În centrul esplanadei a fost rezidit Templul ca un edificiu mai mare și mai fastuos, devenit exemplul cel mai de seamă al proiectelor arhitectonice din Ierusalimul antic.
Irod a schimbat cu totul topografia zonei Muntelui Templului pentru a extinde espalanada de pe culme. Înaintea muncilor pe care le-a inițiat, Muntele Templului avea conturul unui pătrat al cărui dimensiuni era aproximativ de 500x500 de coți (250 metri x 250 metri) (după Mishna, Tratatul Midot) În sudul Muntelui se înălța citadela, cunoscută sub numele Akra (în ebraică Hakra). Irod a extins suprafața muntelui în trei direcții (Extinderea principală s-a făcut în directia sud și nord, în măsură mică spre vest). El a netezit partea de munte, mai înaltă, care se afla la nord de Muntele Templului și a umplut cu pământ vâlceaua care îi despărțea, ceea ce a dus la extinderea esplanadei spre nord. De asemenea el a dărâmat citadela din sudul muntelui (el a construit o nouă citadelă, Antonia, in nordul esplanadei), și a lărgit esplanada spre sud, susținând-o cu ajutorul unor construcții în arcuri.

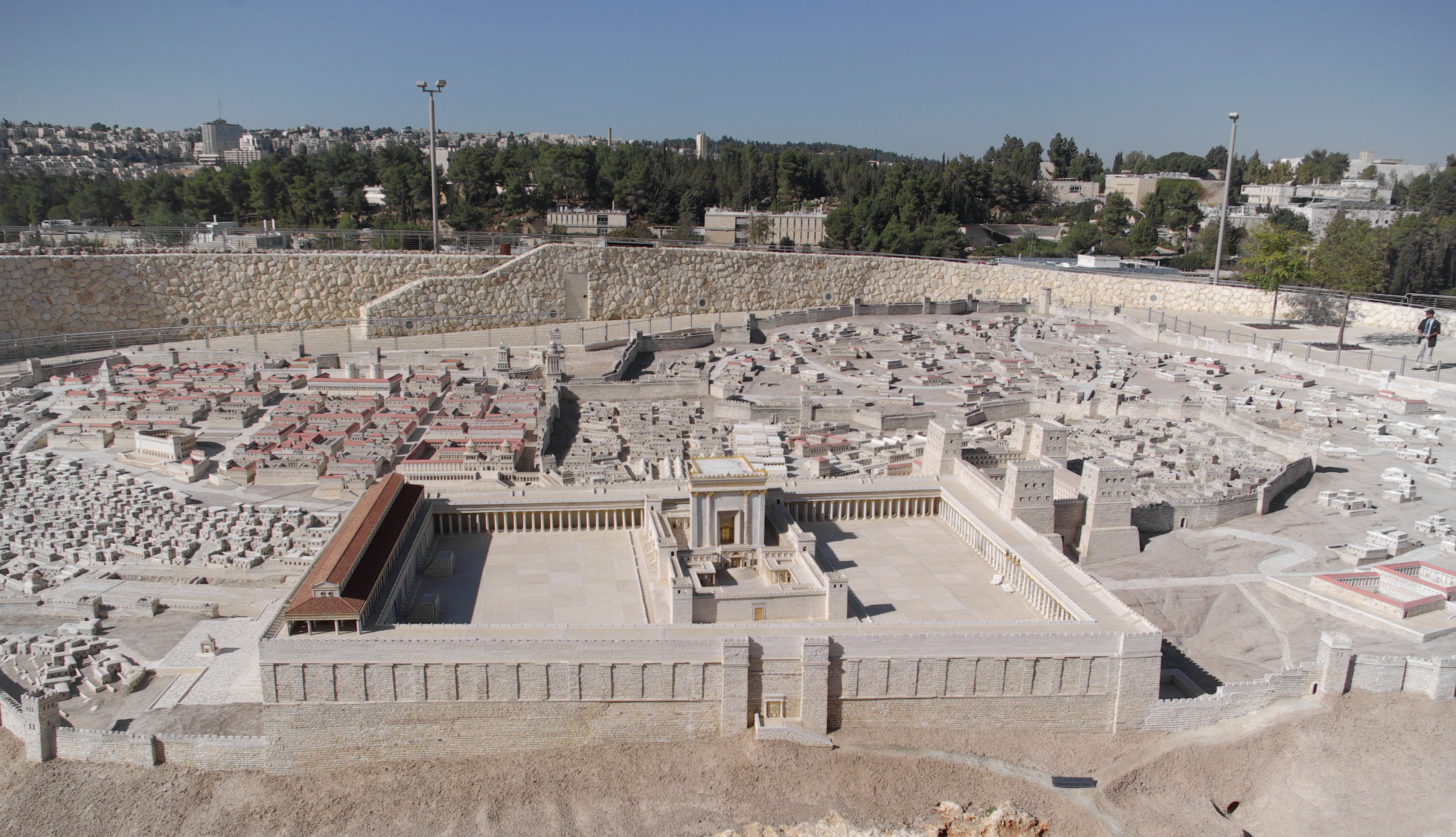
Macheta Muntelui Templului în vremea lui Irod cel Mare și Irod Antipa, aflată la Muzeul Israel din Ierusalim

Pe zidul de est al Muntelui Templului se pot vedea până în zilele noastre punctele de asamblare dintre construcția hasmoneeană precedentă și cea herodiană care a lărgit muntele spre sud.
Această zonă de asamblare se află la 23 metri nord  de capătul de sud-est al zidului Muntelui Templului de astăzi. Descrierea lucrărilor se află în cartea Antichități iudaice a lui Yosef ben Matityahu, cunoscut sub numele Josephus Flavius Cultul religios în templu a continuat fără întrerupere în tot cursul lucrărilor. Templul lui Irod a fost cunoscut curând ca o perlă arhitectonică, fiind cel mai mare proiect arhitectonic efectuat vreodată pe teritoriul Țării Israelului sau Palestinei; . 
Din timpul lui Irod au fost găsite de arheologi ruinele terasei „Casei Trâmbițelor” și grilajul cu inscripția care interzice accesul ne-evreilor de pe esplanada Muntelui Templului spre Templu.   
Cel de-al Doilea Templu a dăinuit până în anul 70 d.Hr., an în care Ierusalimul a fost cucerit de oastea romană a lui Titus în timpul înăbușirii Marii Răscoale a evreilor. iar templul a fost dărâmat și incendiat.

### Dominația romană
În anul 130 d.Hr împăratul roman Adrian a vizitat Iudeea și a decis să înființeze la Ierusalim un oraș roman numit în cinstea sa Aelia Capitolina. Se știe că ar fi avut intenția de a construi pe Muntele Templului un templu al lui Jupiter, însă dovezile istorice in legătură cu zidirea de fapt a unui asemenea templu sunt sporadice, iar dovezile arheologice pe munte nu permit tragerea unei concluzii asupra existentei reale a templului lui Jupiter.
Cercetătorii diverg în opinii și în legătură cu faptul ca această decizie a lui Adrian s-a numărat cu adevărat printre factorii însemnați ai izbucnirii răscoalei lui Shimon Bar Kokhba sau ea a fost o măsură de represalii după înăbușirea revoltei. 
O altă chestiune care îi preocupă pe cercetători este în ce măsură această revoltă ar fi avut succese. înainte de a fi reprimată de romani. Au reușit răsculații evrei să controleze Ierusalimul pentru o bucată de vreme, și dacă da, au izbutit să treacă la restaurarea Templului? Majoritatea cercetătorilor tind să creadă că rebelii nu au reușit să ajungă la Ierusalim, dar sunt și unii care sunt de opinia contrară, și unii care chiar sunt convinși că răsculații au restaurat templul, sau cel puțin altarul templului și au reluat acolo aducerea de jertfe.
După reprimarea răscoalei lui Bar Kohba, autoritățile romane au interzis evreilor să se așeze la Ierusalim.

#### Sub Roma creștină

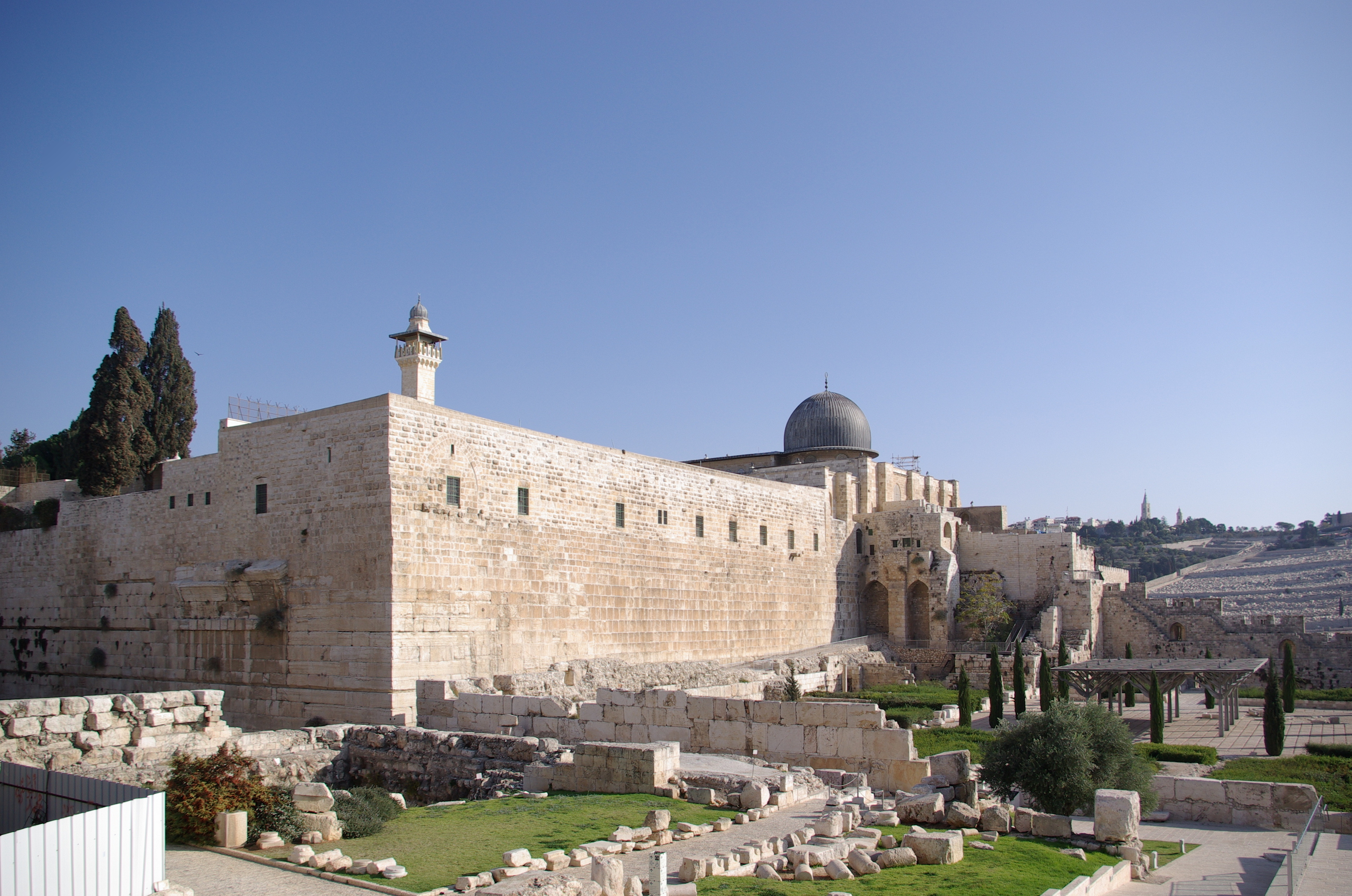
Zidul de sud al Muntelui Templului cu parcul Davidson

Odată cu ordinul de la Milano (313) de proclamare a creștinismului ca religie oficială a Imperiului Roman de către împăratul Constantin cel Mare, Ierusalimul a devenit un oraș sfânt al creștinismului și centrul religios al Imperiului Bizantin. Muntele Templului rămăsese în stare de ruină, ca o „mărturie” silențioasă a căderii evreilor care l-au respins pe Iisus și ca o împlinire a prorociei lui Iisus, pe urmele profeților evrei dinaintea sa,
„ Nu va rămâne piatră peste piatră, să nu se risipească”
 (Evanghelia lui Marcu, 13,2,Evanghelia lui Luca 21, 24)
De jur împrejurul muntelui s-au clădit numeroase biserici. În anul 333 „Pelerinul din Bordeaux” a văzut pe Muntele Templului semne de distrugere și prăpăd.Mai se găseau acolo încă și statui ale împăratului Adrian. Evreii, povestea el, veneau o dată pe an (n.n. după cum se vede, cu ocazia postului de Tisha B'Av) la o piatră numită Lapis pertusus (în ebraică Even nekubá) pe care o ungeau cu ulei, și în jurul căreia plângeau amar distrugerea Templului.
În anul 361 împăratul Iulian Apostatul, în numele luptei sale contra creștinismului, a dat dispoziții pentru rezidirea Templului evreilor. Numai că încercarea a eșuat, deoarece în timpul lucrărilor a izbucnit un incendiu, iar împăratul însuși a murit la scurt timp după aceea.

### Perioada bizantină
După opinia predominantă în rândul cercetătorilor, în vremea stăpânirii bizantine în Palestina, Muntele Templului a rămas pustiu, și chiar a servit uneori drept rampă de gunoi. Nicio mărturie a călătorilor veniți în acei ani în regiune nu menționează pe munte vreo activitate, nici religioasă, nici comercială. 
Până și pe harta de la Madaba Muntele Templului este cu totul absent. Pe aceasta hartă a Ierusalimului mărimea elementelor desenate le exprima însemnătatea, ceea ce arată că absența Muntelui reflecta lipsa lui de importanță. 
Se presupune că aceasta se datora pierderii însemnătății locului în narativul creștin al Ierusalimului, care concentra întreaga atenție asupra locurilor legate de patimile lui Iisus, crucificarea și învierea lui, și deci, în primul rând a Bisericii Sfântului Mormânt. Tradițiile care se legaseră înainte de Muntele Templului fuseseră transferate noului sanctuar, inclusiv statutul de centru al lumii. Încă odată, pustietatea Muntelui confirma prorocia lui Iisus că nu va rămâne din el „piatră pe piatră.”
Numai că, în cursul lucrărilor de triere minuțioasă a pământului de pe Muntele Templului, efectuate sub conducerea lui Gavriel Barkai si a lui Itzhak Dvira (Zweig) s-a descoperit o mare bogăție de vestigii din epoca bizantină , inclusiv fragmente de mozaicuri, ceramică, monete si ruine unor mari edificii, care ar putea să semnalizeze existența acolo a unei biserici sau cel puțin a unui centru de activități destul de variate.
Pe deasupra, fotografiile publicate de G.Barkai dintr-o arhivă a Sectiei de antichități a regimului mandatar britanic , dovedesc dezvelirea unei dușumele de mozaic datate din secolul al V-lea. Acest planșeu a fost dezvelit dedesubtul unor dale vechi de pe podeaua Moscheii Al Aqsa în timpul unor lucrări de remont, efectuate din inițiativa Waqfului musulman în urma cutremurului de pământ din Palestina din anul 1927. Cu toate acestea rămâne deschisă întrebarea de ce călătorii străini au făcut totuși abstracție de activități care au avut loc în acest loc.
Răspunsul ar putea fi că de fapt la fața locului nu ar fi existat pe atunci decât un han, sau dacă a existat o biserică, ea a ființat acolo doar pentru scurtă vreme, sau că ignorarea locului de către acei pelerini se datora necesității ideologice de a nu contrazice prorocia distrugerii amintită din Evanghelie.

### Perioada islamică timpurie

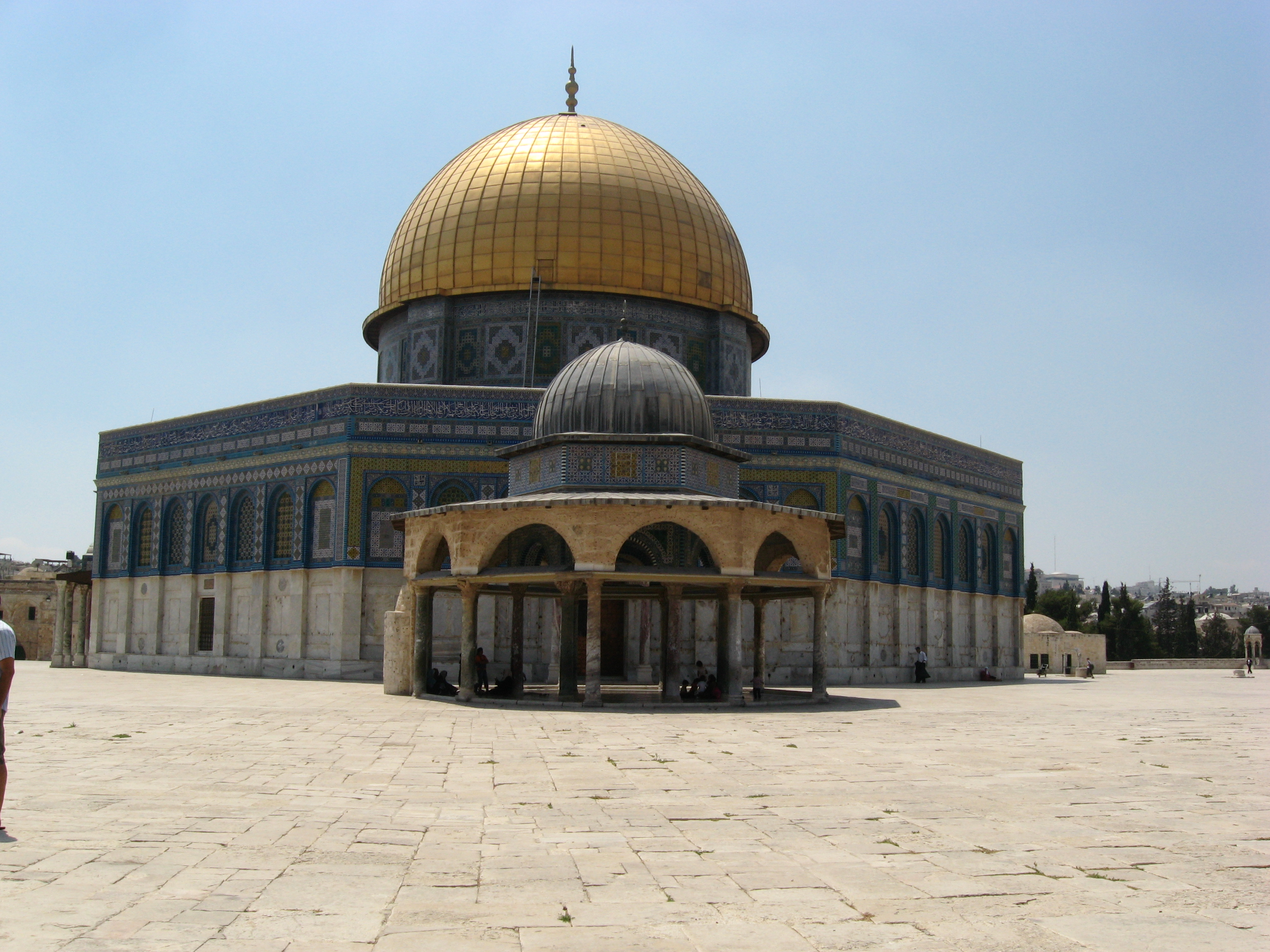
Sanctuarul Cupola Stancii și în fața sa, Cupola Lanțului

După ce în anul 638 au cucerit Palestina din mâinile bizantinilor, arabii musulmani au început să zideasca pe Muntele Templului moschei și alte edificii legate de islam. Pe partea de sud a Muntelui a fost ridicată Moscheea Al Aqsa mai întâi ca o construcție în lemn. Data precisă a construcției nu este cunoscută. Unele tradiții o atribuie perioadei califului cuceritor Omar Ibn Al-Hattab.Datarea cea mai târzie probabilă ar fi anul 679, când , după mărturia oculară a călugarului Arculf, clădirea era deja existentă.  
Activitatea de construcții pe munte a luat un avânt deosebit mai ales sub califii omeiazi, și în primul rând Abd al-Malik, care în anul 691 a înălțat sanctuarul Cupola Stâncii. Clădirile originare au fost dărâmate în cursul anilor de cutremure de pământ, au fost apoi restaurate și redate uzului credincioșilor. În zilele noastre Cupola Stâncii este edificiul musulman cel mai vechi din lume care este încă folosit.

### Perioada cruciată
În anul 1099 cruciații au cucerit Ierusalimul în cursul primei cruciade. Ei au transformat Cupola Stâncii în „Templul Domnului” (Templum Dominis), iar Moscheea Al Aqsa în „Templul lui Solomon” (Templum Salomonis). De la acesta și-a luat numele mai târziu, în 1118, Ordinul Cruciat al Templierilor - sub numele său întreg „Ordinul Cavalerilor Templului lui Solomon”. Ei și-au stabilit comandamentul în fosta Moschee Al Aqsa, pe care o identificaseră greșit cu palatul regelui Solomon din antichitatea biblică. Vastul spatiu din colțul sud-estic al Muntelui a primit în acea vreme numele Grajdurile lui Solomon.
Pe Cupola Stâncii cruciații au arborat o cruce mare de aur, care cu timpul a devenit un simbol al Regatului creștin al Ierusalimului, iar mai târziu al Ordinului franciscanilor.  
Drept consecință a cuceririi cruciate, Cupola Stâncii și Biserica Sfântului Mormânt au servit drept model multor biserici templiere din Europa, dintre care cea mai faimoasă a fost Biserica Temple din Londra.

### Perioada islamică mijlocie:ayubită și mamelucă

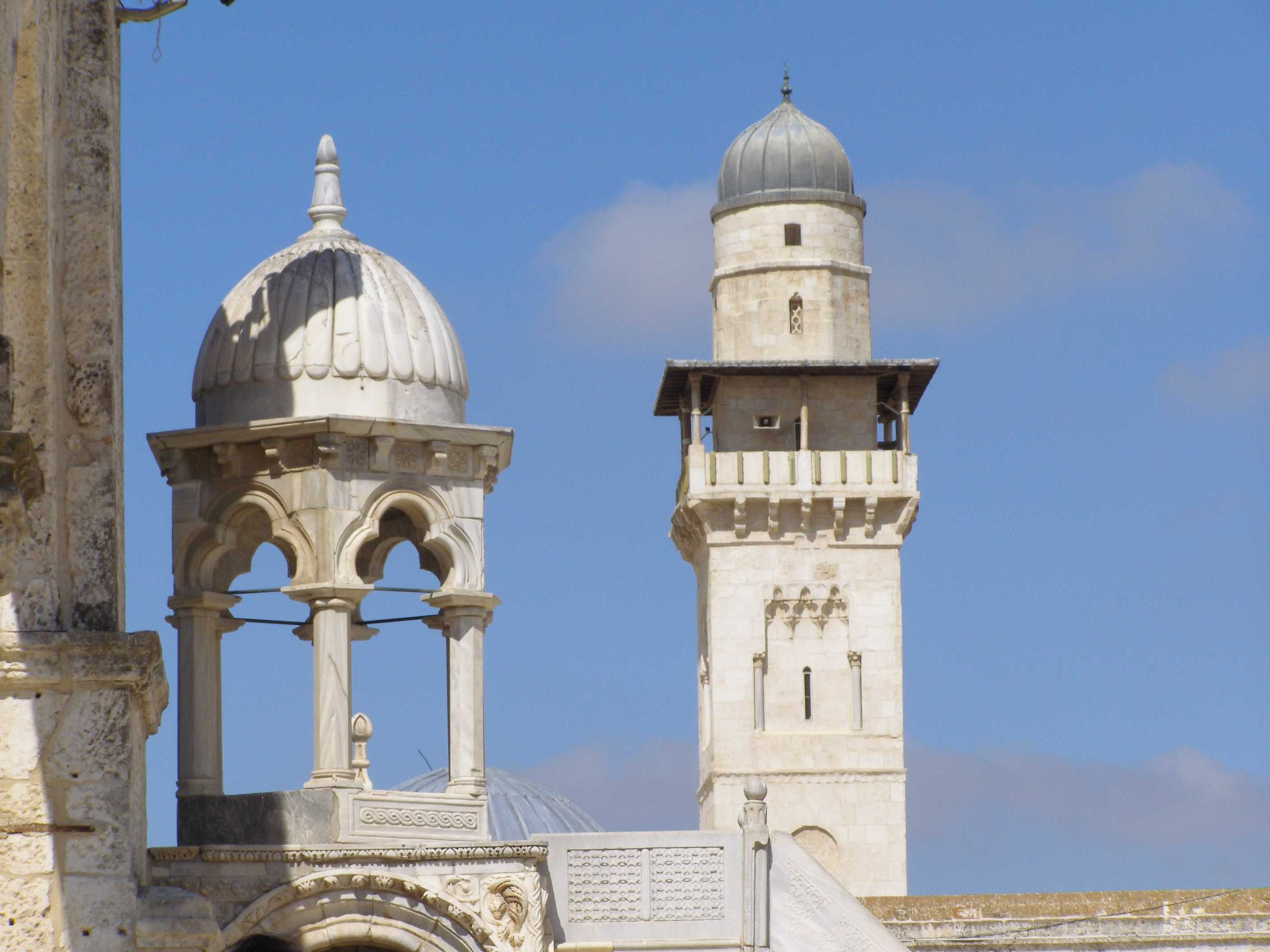
Chioșcul de vară pentru predicatori și minaretul Porții cu lanț Bab al Salsila, edificii ridicate pe Muntele Templului de către mameluci pentru înfrumusețarea locului

După succesul asediului din 1187 al Ierusalimului de către Salah ad-Din, au fost redeschise moscheea și sanctuarul Cupolei Stâncii. Însă, dat fiind locul marginal pe care îl deținea Ierusalimul în acea vreme în cadrul lumii musulmane, a scăzut și interesul pentru Muntele Templului.
În epoca mamelucă arabii au construit mai multe arcuri de supradenivelare pe povârnișurile muntelui, în partea dinafară a Zidului de apus. Aceste arcuri au devenit suportul unor noi construcții în sectorul dintre strada Al Wad (în ebraică Hagay, a Albiei) și Muntele Templului, ceea ce a făcut ca Zidul de apus să fie până astăzi în cea mai mare parte ascuns sub clădiri ale cartierului musulman. Tunelurile Zidului care permit vederea acestei părți a zidului, trec  dedesubtul acestor clădiri. 
În epoca mamelucă Muntele Templului a stat în centrul activității de construcții la Ierusalim. Muncile s-au făcut de către stăpânirea mamelucă, puține fiind inițiativele locale. O excepție a constituit Hanka Fahriye, aflată la colțul sud-vestic al Muntelui, și care a fost zidită din inițiativa judecătorului local Fahr ad-Din. Lucrările s-au concentrat în nordul și apusul Muntelui. Muntele a fost înconjurat la nord și la vest de colonade fastuoase, în care au fost incluse intrările în Madrasat Ashrafiye și Madrasat As'ardiye. Sultanii mameluci au zidit arcadele cunoscute sub numele de Balanța Zilei Judecății de apoi
care înconjură platforma ridicată pe care se înalță edificiul Cupola Stâncii.Viceregele Siriei, Tankiz, a construit locul de purificare denumit Paharul, aflat între sanctuarul Cupola Stâncii și Moscheea Al Aqsa. Tot în secolul al XIV-lea, în zilele sultanului Kaitabai, s-au construit Chioșcul de vară , care este un „minbar” pentru predici în afara moscheilor, precum și Sabilul care poartă numele lui Kaitabai.
Lucrarea cea mai semnificativă executată de mameluci pe Muntele Templului a fost, la urma urmei, elevarea sectorului de la vestul esplanadei, până la înălțimea acesteia, și deschiderea de porți care au permis pentru prima dată credincioșilor să aibă un acces comod spre Munte în ceasurile de rugăciune. Aceste porți - Poarta vânzătorilor de bumbac, Poarta de Lanț, Poarta de fier și altele, sunt folosite până în zilele noastre la intrarea pe Munte,

### Perioada islamică târzie: Perioada Otomană
În anul 1517 Ierusalimul și Muntele Templului au intrat, fără prea mult zgomot, în stăpânirea sultanului turc Selim I și a Imperiului Otoman, care a cucerit sultanatul mameluc al Egiptului și posesiunile acestuia în Asia. 
Fiul lui Selim, Soliman I Magnificul, a investit mult în construcțiile din Ierusalim, culmea lor fiind reprezentată de ridicarea și repararea zidurilor cetății (numită în zilele noastre Orașul vechi), inclusiv zidurile Muntelui Templului. Pe deasupra, în anul 1552 el a adăugat  pereților Cupolei Stâncii tăblițele de ceramică de Iznik (Niceea), așa cum se amintește și în inscripția de deasupra porții de nord a edificiului.
În cea mai mare parte a perioadei otomane, a fost interzis accesul nemusulmanilor pe Muntele Templului. În 1839, însă, în urma reformelor Tanzimat ale administrației și legislației otomane, nemusulmanii au obtinut dreptul de a vizita Muntele Templului, dar numai cu un permis special din partea guvernatorului Ierusalimului. În acest fel s-a putut cerceta pentru prima dată  Muntele Templului.

### Perioada Mandatului britanic în Palestina

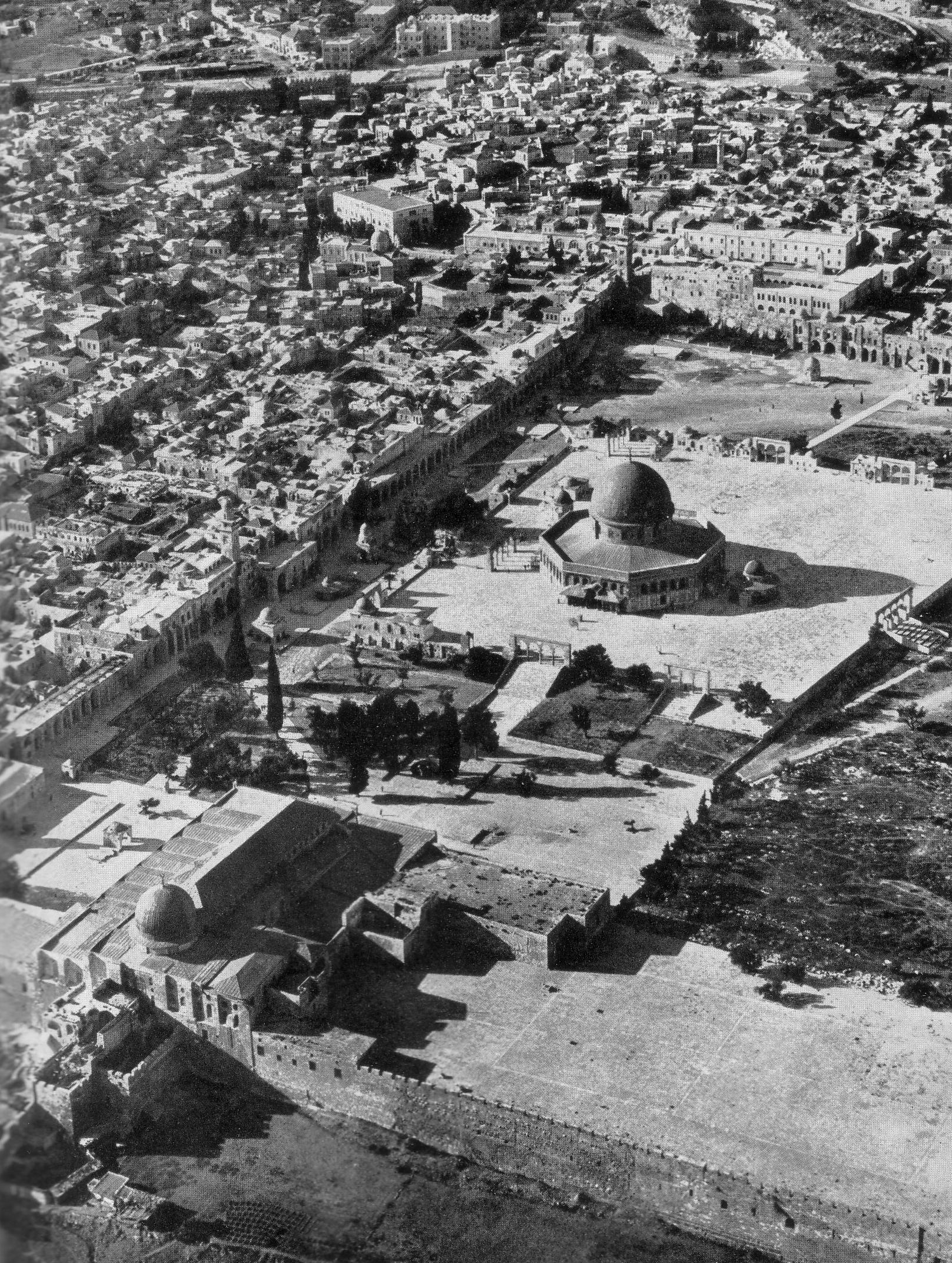
Muntele Templului în anul 1938, vedere aeriană

În Primul Război Mondial, ca urmare a conflictului dintre Imperiul Otoman și Marea Britanie, Palestina inclusiv Ierusalimul au fost cucerite de armata britanică. Muntele Templului a ajuns iarăși de la vremea cruciaților, în mâinile unui stat creștin. În acei ani, paralel cu Declarația Balfour și cu creșterea amploarei mișcării sioniste în rândurile evreilor, și cu întărirea curentelor naționale arabe în Orientul Apropiat, s-a intensificat și la Ierusalim și în restul Palestinei mișcarea națională a arabilor palestineni. Sub conducerea și inspirația lui Hadj Amin Al Husseini, care devenise muftiul Ierusalimului, această mișcare a primit o tot mai puternică amprentă religioasă musulmană. Al Husseini a contribuit și el la transformarea Muntelui Templului într-unul din principalele simboluri ale naționalismului arab palestinean. În cuvântările sale înflăcărate el a alarmat adesea opinia arabă cu vești precum că sioniștii au intenția de a pune stăpânire pe Muntele Templului. Predicile de vineri din moscheile de pa Muntele Templului au devenit principala arena de ațâțare a spiritelor religioase, care au alimentat organizarea politică a luptei pentru combaterea dominației britanice și combaterea creșterii ponderii evreilor în Palestina mandatară și au contribuit la cristalizarea identității naționale arabe palestiniene. Cu toate acestea, la vremea sa, muftiul Al Husseini nu a negat faptul că în antichitate Muntele Templului a fost un loc de cult al evreilor.
Muftiul a exprimat aspirația de a crea odată pe Muntele Templului un fel de „Panteon” al oamenilor mari ai islamului, ai națiunii arabe și ai poporului arab palestinian. În prizma acestei idei, el a acționat pentru aducerea spre înhumare pe munte a rămășițelor pământești ale lui Mawlana Muhammad Ali, conducător al musulmanilor din India, care a murit la Londra în anul 1931. De asemenea, în acelaș an a permis un gest asemănător față de fostul rege hașemit al Hedjazului, Hussein Ibn Ali, care murise în exil la Amman. În 1934 a fost înmormântat acolo și unchiul muftiului, Mussa Khatem Al Husseini, fost primar al Ierusalimului și el însuși lider al mișcării naționale palestiniene.

### Perioada iordaniană
În cursul Războiului arabo-israelian în Palestina în anul 1948 Legiunea iordaniană a pus stăpânire pe Muntele Templului. În urma eșecului Operației Kedem a armatei Israelului care viza cucerirea Orașului Vechi, acesta a rămas în mâinile Legiunii iordaniene, ceea ce a permis anexarea lui la Emiratul Transiordaniei. Noul regim arab a conferit Waqfului musulman din Ierusalim, dominat de clericii musulmani palestineni, administrația Muntelui Templului.
La 20 iulie 1951 emirul hașemit al Transiordaniei, Abdallah, fiul lui Hussein Ibn Ali, și care, în urma anexării de teritorii din fosta Palestină mandatară, devenise rege al Iordaniei, a fost asasinat prin împușcare in timpul vizitei pe Muntele Templului, în momentul în care intra în Moscheea Al Aqsa pentru a se ruga. 
Atentatul a fost săvârșit de extremiști palestineni, care erau în legătură cu ex-muftiul Amin Al Husseini, și care exprimau nemulțumirea  localnicilor și a refugiaților palestineni față de politica regelui. În timpul atentatului a scăpat cu viață nepotul lui Abdallah, tânărul Hussein Ibn Talal, care în anul următor avea să fie încoronat rege al Iordaniei.
În anii 1958-1962 autoritățile iordaniene au procedat la largi lucrări de reparații ale sanctuarului Cupola Stâncii din centrul esplanadei  Muntelui Templului, cu ajutorul unor donații din întreaga lume islamică. În cadrul acestor lucrări cupola cenușie de plumb a clădirii a fost înlocuită cu o cupolă de aluminiu aurit, ceea ce a dat lăcașului și muntelui aspectul strălucitor cunoscut în zilele noastre.
La începutul Războiului de Șase Zile Legiunea Iordaniană a plasat pe turnul Moscheii Al Aqsa o poziție de trăgători care au tras focuri de armă către soldați israelieni.

### Perioada israeliană
În cursul Războiului de Șase Zile, după ce Iordania a atacat Israelul în semn de solidaritate cu Egiptul și Siria, unități de parașutiști israelieni au cucerit Muntele Templului, iar comandantul lor, Mordekhay Gur a adus vestea care a intrat în cronica istoriei evreilor din Israel și a celor din Diaspora:„Muntele Templului e în mâinile noastre!” (Har Habayit beyadeynu). Ocuparea Muntelui Templului de către Israel a fost primită cu consternare în lumea musulmană. În vara anului 1967 perimetrul Muntelui a fost administrat de către Șef Rabinatul armatei israeliene avându-l în frunte pe rabinul Shlomo Goren. El a sunat din șofar la eliberarea Zidului de apus, și apoi a organizat servicii religioase pe munte, însoțite de lectura Bibliei, mai ales cu ocazia postului de Tisha B'Av La recomandarea ministrului israelian al apărării, Moshe Dayan și sub influența presiunii a unor factori diverși, guvernul Israelului a decis să transfere autoritatea administrativă pe Muntele Templului Waqfului musulman, și să îndepărteze semnele suveranității israeliene de pe tot cuprinsul zonei, inclusiv din seminarul rabinic creat la fața locului de către șef rabinatul militar. Rabinul Goren a încercat să conducă o luptă publică împotriva acestei hotărâri, dar a eșuat.
Muntele Templului este considerat unul din locurile cele mai sensibile din punct de vedere politic și al securității de pe teritoriile controlate de Israel. Din această prizmă guvernul israelian a văzut nu odată în această zonă un „butoi de pulbere” potențial. În cursul anilor s-au produs câteva încercări de a lovi instituțiile și simbolurile musulmane aflate pe munte. Astfel, în anul 1969 un turist creștin australian, Michael Rohan, călăuzit de idei mesianice extremiste, a dat foc Moscheii Al Aqsa și a provocat daune amvonului (Minbar). O rețea subterană de extremiști național-religioși evrei a planificat în anii 1980 să arunce în aer moscheile de pe Muntele Templului:sanctuarul Cupola Stâncii și Moscheea Al Aqsa. La 11 aprilie 1982 un terorist de origine evreiască, în acea vreme soldat în armata israeliană, Allan Goodman, a dat buzna pe Muntele Templului, a împușcat mortal pe paznicul din partea Waqfului, a rănit câțiva polițiști, apoi a pătruns în clădirea Cupolei Stâncii, unde a început să tragă cu arma sa de tip M 16.
Tulburările produse pe Munte de către demonstranți musulmani în anul 1990 au dus la omorârea a 17 dintre ei de către polițiști israelieni. 
În zilele primului guvern condus de Binyamin Netanyahu deschiderea de către Israel a unui acces la tunelul Zidului de apus dinspre cartierul musulman a provocat „Tulburările Tunelului Zidului”. La sfârșitul verii anului 2000 vizita liderului opoziției israeliene, deputatul Ariel Sharon și a suitei sale pe esplanada Templului a fost semnalul declanșării celei de-a Doua Intifade sau „Intifadat Al-Aqsa”. S-a afirmat ulterior că tulburările au fost planificate dinainte de către conducerea palestineană în frunte cu Yasser Arafat. După vizita lui Sharon au izbucnit pe munte tulburări, în care au fost uciși 7 palestinieni. Răzmerița din estul Ierusalimului s-a extins sub forma unor demonstrații violente pe tot cuprinsul Cisiordaniei și a antrenat și un număr mare de arabi de pe cuprinsul Statului Israel - așa numitele Evenimentele din octombrie 2000. Manifestațiile au degenerat apoi în anii 2000-2004 într-un lung val de atentate, unele dintre ele atentate sinucigașe cu sprijinul Autorității Naționale Palestiniene,  violențe fără precedent, cunoscute sub numele de Intifada Al-Aqsa, după numele Moscheii Al Aqsa. În cursul ei  și-au pierdut viețile circa o mie de evrei, mulți dintre ei civili.
În deceniile 1980-2010 în opinia publică evreiască s-au formulat plângeri împotriva construcțiilor și săpăturilor efectuate de către Waqful musulman  pe Muntele Templului și în profunzimea acestuia, de asemenea si musulmnanii au protestat vehement contra excavațiilor arheologice efectuate de către Israel în jurul Muntelui. În anul 1988 Waqful a inițiat lucrări în scopul zidirii unei moschei subterane în sectorul numit al Grajdurilor lui Solomon, iar grupul naționalist evreiesc „Fidelii Muntelui Templului” a înaintat o petiție în fața Curții Supreme a Israelului cerând ca aceasta să ordone autorităților israeliene să aplice legile și regulamentele existente în legătură cu  construcția pe Muntele Templului. Judecătorii Curții, Aharon Barak, Menahem Eilon și Gavriel Bach au dezbătut chestiunea și au vizitat Muntele. După ce instituțiile vizate au început să se ocupe de subiectul plângerii, ei au respins petiția. Arheologi israelieni conduși de Eilat Mazar au apreciat că în cadrul lucrărilor efectuate de Waqful musulman pe Muntele Templului au fost distruse obiecte arheologice iudaice și din alte surse din vechime. Într-un manifest public la finele anului 2001 numeroase personalități israeliene între care și scriitorii Amos Oz,A. B. Yehoshua, S.Izhar și fostul președinte al Curții Supreme, judecătorul Meir Shamgar, au avertizat în legătură cu primejdia lezării și ștergerii mărturiilor trecutului evreiesc al Muntelui Templului. 
În urma protestului public a fost creat „Comitetul pentru prevenirea distrugerii vestigiilor antice de pe Muntele Templului”. În acelaș timp, arheologii Tzahi Zweig si Gavriel Barkayi au inițiat Proiectul de triere a pământului evacuat în urma lucrărilor de pe Munte. Triajul a fost efectuat în parcul național Emek Tzurim, cu participarea a numeroși voluntari, mulți dintre ei membri ai organizațiilor de tineret si a elevilor de pe tot cuprinsul Israelului. Până în prezent în cadrul acestui proiect au fost decelate vestigii din epoci diverse, cel mai faimos fiind o pecete (bulla) cu o inscripție ebraică din vremea Primului Templu.
În Israel activează câteva grupări politice extremiste care pretind preluarea administrării Muntelui Templului de către guvernul israelian. Cea mai cunoscută dintre ele este Fidelii Muntelui Templului (Neemaney Har Habait) înființată de Gershon Salomon. Membrii acesteia consideră că Muntele Templului este cheia spre impunerea suveranității Israelului asupra întregii Palestine istorice. Alte astfel de grupări sunt „Institutul Templului” (Makhon Hamikdash) înființată de rabinul Israel Ariel, „Mișcarea pentru reînființarea Templului”. Principala manifestare a activității lor constă în încurajarea vizitei și rugăciunilor evreilor în mod privat pe esplanada Muntelui Templului, deși acest lucru este prohibit de multe dintre autoritățile rabinice - rabini ultraortodocși din comunitățile „haredite”, precum Shlomo Zalman Auerbach, Shalom Elyashiv, Ovadya Yosef etc precum și de Rabinatul Șef al Israelului și unii rabini sioniști de frunte precum Tzvi Yehuda Kook și Shlomo Aviner. În secolul al XXI-lea o parte din rabinii sioniști naționaliști, ca Shmuel Eliyahu și Eliezer Melamed consideră o datorie religioasă afirmarea dreptului iudaismului pe Muntele Templului, ca parte din porunca divină de populare a Țării Sfinte.
Această ideologie este susținută și de partidul de extremă dreapta „Puterea evreiască” condus de Itamar Ben-Gvir care după ce a reușit să treacă prima dată baremul de vot necesar la alegerile din toamna anului 2022 a intrat în componența guvernului de coaliție de dreapta condus de Binyamin Netanyahu.

## Muntele Templului în iudaism

### Muntele Moria. Sacrificiul lui Isaac
Muntele Templului pe care s-au aflat în vechime Primul și Al Doilea Templu, este locul cel mai sacru al religiei iudaice. După tradiția evreiască, Muntele Templului „este locul pe care îl va alege Domnul”, amintit de numeroase ori în cartea a cincea a lui Moise, Deuteronomul (Dvarim). El este identificat cu muntele Țării Moria, pe care s-a desfășurat scena Sacrificiului lui Isaac. În Cartea a Doua a Cronicilor Muntele Templului este numit în mod expres Muntele Moria (Cartea a doua Paralipomena 3:1). Avraam însuși l-a numit YHWH ire sau „În munte Domnul se arată”. În versiunea babiloneană a Talmudului (Talmud Bavli), în tratatul Taanit există un midraș, un comentariu, care susține că acesta este muntele de unde vine „Hahoraá” (învățămintele, instrucțiunea) pentru poporul Israel, fiind, după câte se pare, vorba de Sanhedrinul care se reunea în Sala numită Lishkat Hagazit . Muntele este amintit și ca locul de unde a fost luată țărâna pentru plăsmuirea primului Om, Adam, unde acesta a zidit primul său altar, unde Cain și Abel și-au oferit jertfele lui Dumnezeu, și unde chiar și Noe și-ar fi făurit altarul atunci când a coborât din Arcă, deși se spune că Arca ar fi ajuns tocmai pe Muntele Ararat. (Maimonide -Mishne Tora, Beit Habehira 1,1,2 )

### Templul evreilor la Ierusalim
Muntele Templului a devenit locul spre care se îndreaptă rugăciunile fiilor lui Israel, așa cum a declarat regele Solomon în rugăciunea sa la inaugurarea Templului pe care l-a ridicat.
„"...וְהִתְפַּלְלוּ אֶל ה' דֶּרֶךְ הָעִיר אֲשֶׁר בָּחַרְתָּ בָּהּ, וְהַבַּיִת אֲשֶׁר בָּנִתִי לִשְׁמֶךָ:"”
„și se vor ruga către Tine, întorcându-se spre pământul care l-ai dat părinților lor, spre cetatea care ți-ai ales-o și spre templul pe care l-am zidit numelui Tău”
 (Regi I,8,48 , în Biblia creștină ortodoxă Cartea Regi III). Și după distrugerea Templului, de către babilonieni, și apoi de către romani,  privirile credincioșilor evrei s-au îndreptat în vreme de rugăciune spre Ierusalim, spre Muntele Templului.

### În zilele de apoi
Cartea prorocului Isaia prorocește Muntelui Templului o însemnătate universală: 
„l. Vedenia pe care a văzut-o Isaia, fiul lui Amos, pentru Iuda si Ierusalim.
2. Fi-va în vremurile cele de pe urmă, ca muntele templului Domnului va fi întărit peste vârfurile munților și se va ridica pe deasupra dealurilor. Și toate popoarele vor curge într-acolo.
3. Multe popoare vor veni și vor zice: “Veniți să ne suim în muntele Domnului, în casa Dumnezeului lui Iacov, ca El să ne învețe căile Sale și să mergem pe cărările Sale”. Căci din Sion va ieși legea și cuvântul lui Dumnezeu din Ierusalim”
 (Isaia 2, 1-4) 
În acelaș spirit s-a exprimat și prorocul Micha (Miheia) (4,1):
„ Și în zilele cele de apoi, muntele templului Domnului se va înălța peste vârfurile munților și mai sus decît dealurile și către el vor curge popoarele”

### Disputa religioasă cu privire la accesul pe Munte în zilele noastre
Deoarece Muntele Templului are pentru religia iudaică statutul de loc cel mai sacru din lume, legislația religioasă evreiască cuprinde numeroase prevederi care se referă la intrarea în perimetrul Muntelui. Există numeroase interdicții ale vizitării locului de către „impuri”, neevrei, de către israeliți de rând și „cohanim” (adică evreii din neam de preoți). După Maimonide, și după dărâmarea Templului, locul unde s-a aflat își păstrează sfințenia. De aceea până în zilele noastre continuă polemica religioasă și juridică religioasă dintre cei care interzic accesul oricărui om în aria Muntelui, pentru a nu intra în locul unde s-a aflat Templul,  aceia care nu văd în intrarea evreilor pe Munte ceva ilegal, cu condiția de a urma prescripțiile de purificare și de a trece prin anumite zone bine stabilite și, în sfârsit, aceia care, din contră, văd în vizitarea și rugăciunile pe Muntele Templului un imperativ religios.

#### Vaca roșie
Practic, majoritatea autorităților rabinice necontestate  interzic intrarea in area Muntelui Templului din următoarele motive: sunt, pe de o parte, necesare proceduri speciale de purificare, iar pe de altă parte, trebuie strict evitate anumite porțiuni de pe Munte. Chiar cine s-a purificat cum trebuie, nu va ști cu siguranță care a fost locul exact al Templului istoric și locul unde s-a aflat Sfânta Sfintelor - HaEzra și există riscul de a intra din greșeală în locul interzis accesului de către legea iudaică celor deveniți impuri prin contact cu morții (tmeéy met). Majoritatea publicului este atinsă de această impuritate, după ce s-a aflat în preajma unor oseminte, sau a stat într-o clădire unde se afla un mort. Purificarea necesară în aceste cazuri necesită folosirea cenușii provenite de din arderea unei vaci cu totul roșie, care este, însă, imposibil de găsit. Cine încalcă cu știință această interdicție este în primejdie de moarte (Karét). De aceea majoritatea credincioșilor practicanți ai iudaismului ortodox se feresc de a urca pe Muntele Templului.
Alți rabini, mai ales din rândurile curentului național-religios sau sionist religios, și o minoritate din rândurile rabinilor ultraortodocși, consideră că se poate vizita Muntele, cu condiția îmbăierii în baia rituală, Mikve, după regulile religiei, și a ocolirii anumitor locuri, unde se crede că se afla pe vremuri Sfânta Sfintelor - Ezrá. Pe sentințele acestor rabini se bazează acea minoritate din rândurile evreilor practicanți care obișnuiesc să urce pe Muntele Templului și în zilele noastre.

## Muntele Templului în religia creștină
Iisus din Nazaret a trăit și activat în perioada celui de-al Doilea Templu, și anume a restaurării și amplificării grandioase a clădirii acestuia de către Irod cel Mare - Templul lui Irod. Templul este de aceea menționat în numeroase episoade din narațiunea vieții lui Iisus, așa cum apare ea în Noul Testament.
Evanghelia după Luca povestește despre Regăsirea în Templu, un episod din copilăria lui Iisus, care la 12 ani, s-a pierdut de părinții săi la Ierusalim, în cursul pelerinajului anual. În cele din urmă aceștia l-au găsit în Templu, unde i-a uimit pe învățați cu înțelepciunea și erudiția sa.
(Luca, 2:42-51). La maturitate, Iisus a predicat adesea în curtea Templului, a tămăduit bolnavi și invalizi, și a provocat tulburări, atunci când a încercat să curețe locul, răsturnând tarabele și izgonind pe schimbătorii de bani și negustorii de carne care făceau comerț acolo. (Marcu 11,15-17).El a început să aibă o aversiune față de instituția Templului și obiceiurile înrădăcinate acolo, cu buna știre a marilor preoți, văzând în ea un bastion al corupției și lăcomiei.
Isus s-a exprimat în acest spirit în predicile sale, și a prorocit chiar distrugerea Templului (Matei, 24,2).
„Și au venit în Ierusalim. Și, intrând în templu, a început sa dea afară pe cei ce vindeau și pe cei ce cumpărau în templu, iar mesele schimbătorilor de bani și scaunele vânzătorilor de porumbei le-a răsturnat.Și nu îngăduia să mai treacă nimeni cu vreun vas prin templu.Și-i învăța și le spunea: Nu este, oare, scris: “Casa Mea casă de rugăciune se va chema, pentru toate neamurile”? Voi însă ați făcut din ea peșteră de tâlhari”
 (Marcu, 11, 15-17)
„Și ieșind Iisus din templu, S-a dus și s-au apropiat de el ucenicii Lui, ca să-I arate clădirile templului.
Iar El, răspunzând, le-a zis: Vedeți toate acestea? Adevărat grăiesc vouă: Nu va rămâne aici piatră pe piatră, care să nu se risipească.”
 (Matei, 24, 1-2)
Din pricina acestei imagini negative a Templului, așa cum se oglindește în învățătura lui Iisus, Muntele Templului nu este considerat un loc sfânt pentru creștinism și nu s-au zidit pe el biserici care să cinstească momente din viața și activitatea sa, spre deosebire de multe alte locuri identificate ca semnificative din acest punct de vedere. Totuși, în epoca cruciaților moscheile de pe munte au fost transformate în sanctuare creștine, dar aceasta s-a datorat mai mult rațiunilor politice decât caracterului sacru al locului. Locul a fost venerat însă și în prizma adopțiunii creștine a Vechiului Testament 
(ex. Templul lui Solomon).
Chiar dacă există credințe creștine care leagă a doua venire a lui Iisus de reclădirea Templului, pentru majoritatea lumii creștine Muntele Templului nu are aureola de loc sacrosanct și el este considerat secundar ca importanță față de locurile din vecinătate legate de episoade din viața și patimile lui Iisus.
Este posibil și ca aceasta, ca și în cazul interzicerii religioase a accesului pe Munte din prizma iudaismului, se datorește și unor motivații de realism politic, în fața lungii dominări a locului de către cultul musulman si din dorința de a evita o conflagrație religioasă.
Începând din secolul al XIX-lea, a crescut interesul comunităților creștine în lume pentru cercetarea arheologică a ariei, pentru a găsi mărturii istorice suplimentare în legatură cu evenimentele descrise în Noul Testament despre Iisus din Nazaret și epoca sa.
Unele culte creștine neoprotestante evangheliste din America și alte părți ale lumii acordă însemnătate destinului mesianic al Templului și sprijină micile grupări mesianiste extremiste evreiești ca de exemplu „Fidelii Muntelui Templului” în aspirațiile lor la restabilirea cultului iudaic pe Muntele Templului.
Marile biserici creștine tradiționale, catolice, ortodoxe, protestante, nu ridică nici un fel de pretenții în legătură cu Muntele Templului.

## Muntele Templului în religia islamică
Numele uzual al Muntelui Templului în limba arabă, limba sacră a islamului, este Al Haram ash-Sharif الحرم الشريف. El este al treilea loc sfânt ca importanță pentru islam, după Mecca și Medina. Pelerinajul spre Haram ash Sharif nu este o poruncă obligatorie pentru musulmani.
Cuvântul „Haram” cu accentul pe penultimă silabă înseamnă „sanctuar”, „loc inviolabil”.Mecca și Medina sunt numite uneori „haraman” sau „haramayn”, adică sanctuare sau cele două sanctuare.
A existat o polemică in islam în legatură cu statutul de haram al Muntelui Templului și al Grotei Patriarhilor din  Hebron (AL Halil). Învățatul Ibn Taymiya susținea că unicele locuri sfinte care se pot numi haram sunt Mecca, Medina și poate valea Wadj din Ta'if, dar in nici un fel Ierusalimul sau Hebronul. În cele din urmă o formulă de compromis a denumit Ierusalimul, respectiv Muntele Templului, în mod oarecum paradoxal „al treilea dintre cele două locuri sfinte” (Thalith al-haramayn).
După tradiția islamică, o rugăciune pe esplanada moscheilor egalează în valoare o rugăciune în Moscheea Al Aqsa însăși, și face cât cincisute rugăciuni făcute în împrejurări obișnuite. Sfințenia locului pretinde interdicția tăierii de pomi. Din acest motiv pe Muntele Templului se  află câțiva din copacii cei mai vechi din Palestina-Israel, mai ales măslini, chiparoși și sâmbovine.

### Călătoria nocturnă a luiMahomed
Sfințenia locului este legată în mare măsură de versetul (aya) coranic 1 din surata 17 Al Isra:
„سبحان الذي أسرى بعبده ليلاً من المسجد الحرام إلى المسجد الأقصى الذي باركنا حوله لنريه من آياتنا إنه هو السميع البصير" (سورة الإسراء”
„Mãrire Celui care l-a dus pe robul Sãu în timpul unei nopți de la Moscheea Al-Haram la Moscheea Al-Aqsa (Îndepartată) , a cărei împrejmuire am binecuvântat-o, ca sã-I arătăm din semnele Noastre. El este cu adevărat”
 (Coranul)

În rândurile învățaților musulmani s-a cristalizat devreme opinia că moscheea îndepărtată era pe locul pe Muntele Templului unde Omar Ibn Al Khattab a construit o moschee de lemn, cunoscută sub numele de Masdjid Ilia
„ لا تُعْمَلُ الْمَطِيُّ إِلا إِلَى ثَلاثَةِ مَسَاجِدَ ، إِلَى الْمَسْجِدِ الْحَرَامِ ، وَإِلَى مَسْجِدِي هَذَا وَإِلَى مَسْجِدِ إِيلْيَا أَوْ بَيْتِ الْمَقْدِسِ”
 în vreme ce moscheea sfântă era cea de la Mecca.
În tradiția atribuită lui Ibn Hisham, citată în „As-Sira an-Nabwiyia” (Istoria vieții profetului) stă scris:
Atunci a fost purtat Profetul, Pacea și rugăciunea fie asupra sa, de la Moscheea sfântă la Moscheea îndepărtată, care este Bet al Muqades de la Ilia.
„ثم أُسـْرِيَ برسول الله صلى الله عليه وسلم من المسجد الحرام إلى المسجد الأقصى وهو بيت المقدس من إيلياء”
Cercetătorii islamului presupun că Beit Al Muqades este arabizarea denumirii ebraice Beit Hamikdash, adică Templul. Ilia ,de asemenea, nu este alta decât Ierusalimul, numit dupa 131 e.n. în latină, Aelia Capitolina. 
Alte istorisiri tradiționale (Hadith) adaugă detalii cu privire la acest eveniment. Ele menționează animalul miraculos Al Burak, pe care a călărit Mohamed în cursul călătoriei nocturne. Ajungând la Ierusalim, el a urcat șapte ceruri până la scaunul lui Dumnezeu (Allah) și a dezbătut cu divinitatea asupra numărului de rugăciuni cotidiene care vor deveni obligatorii pentru credincioșii musulmani.
În acel timp, și de fapt, în tot cursul vieții lui Mahomed Ierusalimul nu avea locuitori musulmani. De aceea nu era posibil să existe acolo în vremea sa o moschee, în sensul acceptat în zilele noastre. Institutia moscheii însăși încă nu se cristalizase în acea perioadă timpurie a islamului. De aceea,cuvântul moschee menționat de Coran în contextul călătoriei nocturne, se referea desigur la un loc de cult sau de închinăciune. Denumirea „Moscheea cea îndepărtată”  - Al Aqsa -  poate avea explicații diverse, și identificarea ei cu Muntele Templului nu poate fi dedusă in mod explicit din textul coranic. Muntele Templului a fost identificat de musulmani cu Al Aqsa datorită semnului de egalitate pus în scrierile tradiției între Moscheea îndepărtată și Beit al Muqades  din „Ilia”,adică Templul din Ierusalim.

### Direcția rugăciunii
Ierusalimul a fost pentru prima dată relevant pentru islam atunci când în anul 622 Mahomed a fugit de la Mecca la Yatrib (ulterior Al Medina) si a poruncit adepților săi să se roage în direcția (qibla) în care se roagă evreii, adică spre Piatra de căpătâi (în ebraică Even Hashtiya) de pe Muntele Templului din Ierusalim.
Dar, cam după un an și jumătate, Mahomed și-a schimbat instrucțiunile și a indicat ca direcție de rugăciune Kaaba din Mecca. De aceea in Islam i se spune Ierusalimului, și mai ales Muntelui Templului „Direcția dintâi”, „Qibla cea dintâi”-„Ula al-Qiblatain” (أولى القبلتين)

## Accesul pe Muntele Templului - Haram ash-Sharif

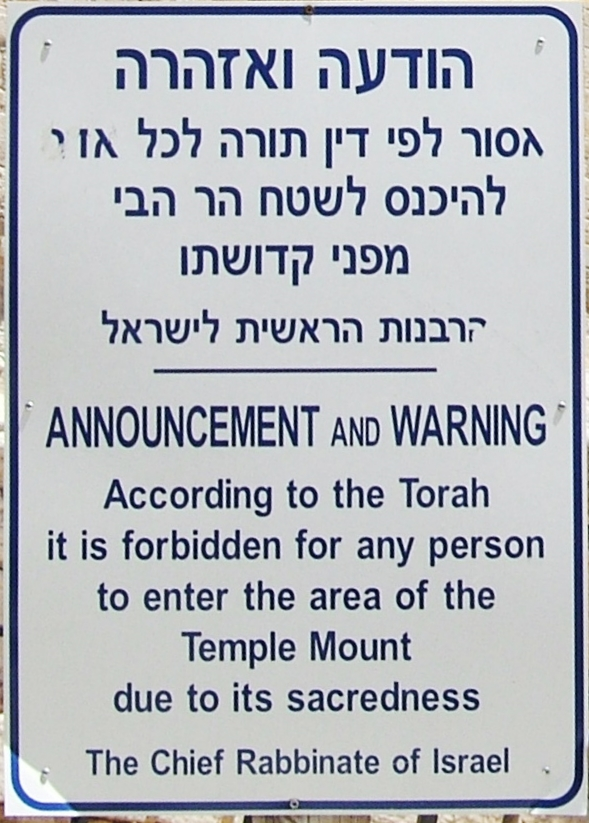
Afiș prin care Șef Rabinatul Israelului anunța în 1967 că legea iudaică interzice oricărei persoane (adam) să urce pe Muntele Templului, din cauza sfințeniei acestuia

De la recucerirea muntelui de către musulmani și până la mijlocul secolului al XIX-lea a fost interzis accesul nemusulmanilor pe esplanada Muntelui.
În urma reformelor Tanzimat(1839) ale administrației și legislației otomane, în anul 1853 a fost în cele din urmă admisă vizitarea locului și de către adeptii altor culte, cu condiția de a primi un permis special al guvernatorului orașului.
În anul 1967 în urma reunirii orașului, sub dominație israeliană, a fost permis accesul adepților tuturor religiilor pe munte, acesta făcându-se printr-o singură intrare: Poarta Maghrebienilor. În schimb, rugăciuni și slujbe religioase ale cultelor neislamice, inclusiv iudaismul, la fața locului, au rămas interzise. După cucerirea Muntelui Templului, Șef-Rabinatul Israelului a anunțat că în epoca contemporană evreilor nu le este permisă urcarea pe Munte, din cauza necunoașterii precise a localizării Templului în perimetrul Muntelui și a riscului de profanare religioasă, potrivit cu legea religioasă iudaică Halahá.
După izbucnirea tulburărilor de pe Muntele Templului la finele anului 2000, ceea cea declanșat așa numita Intifada Al-Aqsa, s-a interzis accesul pe munte pentru toți nemusulmanii. Accesul a fost permis iarăși în anul 2003 din ordinul ministrului israelian al poliției, Tzahi Hanegbi.
Poliția israeliană limitează în perioadele de neliniște accesul unei părți din credincioșii musulmani, mai ales tineri și celibatari, la rugăciunile în masă de vineri dimineața, pentru a preveni izbucnirea de răzmerițe violente.   
În anul 2012 au vizitat Muntele Templului circa 370,000 turiști de diverse confesiuni și nationalități, inclusiv musulmani, creștini și evrei. În afara acestora, numărul evreilor, care din motive religioase, educative sau naționale, au urcat pe munte, a fost de 9,000.

## Porțile Muntelui Templului

### Porțile dinspre vest
- Poarta Maghrebienilor (în ebraică: שער המוגרבים Shàar Hamograbim, în arabă:باب المغاربة Bab Al-Maghàriba), denumit de evrei tradiționaliști și „Shaar Harambam” (Poarta lui Rambam, adică a lui Maimonide). Maghrebienii sunt locuitorii Maghrebului, adică ai Vestului sau Marocului.

Ea se află în apropierea Zidului de apus și este unica poartă folosită astăzi pentru intrarea nemusulmanilor, turiști sau cetățeni israelieni nemusulmani și membri ai forțelor de ordine israeliene, spre platforma de pe Muntele Templului. Este și unica poartă controlată exclusiv de poliția israeliană, spre deosebire de celelalte porți care se află sub controlul Wakfului islamic.La începutul anului 2007 Serviciul arheologic israelian a început excavări în vederea construirii unui nou pod spre munte, ceea ce a prilejui grave tulburări de ordine în partea de est a Ierusalimului, locuită mai ales de arabi.
- Poarta lanțului (în ebraică שער השרשרת Shàar Hasharshèret, în arabă باب السلسلة Bab Al-Salsila) se află în zidul de apus al Muntelui, între Poarta Maghrebienilor și Poarta Purificării, și este alcătuită din două porți - „Poarta lanțului” propriu zisă și Poarta Prezenței divine.

Poarta lanțului, al carei nume a fost preluat de întreaga stradă adiacentă, de numește așa după un lanț care era atârnat de ea, care avea însușiri deosebite în judecăți și faceri de dreptate. Tradiția musulmană povestește că părțile în litigiu, ajungând în fața lanțului, trebuiau să se întreacă în a-l prinde.  Cauza celui care nu izbutea, fiindcă lanțul îi scăpa din mâini, era considerată pierdută. Poarta a fost clădită peste una din vechime, și strada care duce spre ea este zidită peste arcul Wilson. Casa porții, dinspre stradă, provine din epoca cruciaților și este o mărturie că în vechime strada era de două ori mai largă decât în zilele noastre.
- Poarta purificării (în ebraica: שער הטהרה  Shàar Hatohorá, în arabă:باب المطهرة, Bab Al-Muttahara) este o poartă mică, care   servește în prezent doar ca loc de trecere spre WC-urile publice ale Muntelui Templului, care se află în afara precinctului Muntelui Templului, și spre băile rituale musulmane din apropiere - Hammam Ash-Shafa și  Hammam Al-Ayn.
- Poarta vânzătorilor de bumbac (în ebraică:  שער מוכרי הכותנה Shàar mohrey hakutná, în arabă:باب القطانين Bab Al-Qatanin) a fost zidită în anii 1336-1337 de către Tankiz, guvernator mameluk al Damascului, în vremea domniei sultanului An-Nasser Muhammad Ben Qalawun. Poarta a fost concepută în stilul ablaq în culorile roșie, galbenă, neagră și albă, iar în partea ei superioară este decorată în genul muqarnas

La origine poarta avea o fațadă dublă, din care s-a prezervat doar cea îndreptată spre apus, spre piață. Ea se află la circa 240 m la nord de capătul sudic al Zidului de apus și este poarta cea mai apropiată de sanctuarul Cupola Stâncii, fiind exact vis a vis de aceasta. Piața vânzătorilor de bumbac ,în arabă Suk Al-Qatanin, care duce spre aceasta poartă, a fost și ea construită de Tankiz și a servit pe vremuri drept loc de acces principal spre Muntele Templului.
- Poarta de fier (în ebraică: שער הברזל Shàar Habarzel,în arabă باب الحديد Bab Al-Haddíd) se găsește la nord de Poarta vânzătorilor de bumbac. Se presupune ca își datorează numele faptului că în trecut era singura dintre porțile Muntelui care fusese confecționată din fier, spre deosebire de celelalte porți de lemn. În zilele noastre și ea este făcută din lemn. Poarta aceasta este cunoscută mai ales din pricina apropierii de „Micul Zid al Plângerii” (Hakòtel Hakatan - Zidul cel mic), care servește drept loc de rugăciune pentru evrei.
- Poarta supraveghetorului (în ebraică שער המשגיח Shaar Hamashgiakh), în arabă - Poarta Consiliului (باب المجلس Bab al Majlis) se află pe strada Ala Ad-Din și servește drept una din intrările principale pe munte. Unii cred că se numește așa din cauza proximității biroului Waqfului islamic, care supraveghează activitatea pe Muntele Templului. După alții, numele îi vine de la vecinătatea cu închisoarea principală a orașului și comandamentul poliției în perioada dinaintea construirii clădirii Kıșle
- Poarta Seraiului (în ebraică שער הסראיה Shaar Haseraya sau Poarta guvernământului שער הממשל Shaar Hamamshal  , în arabă باب السرايا Bab As-Saraya) este o poartă mică la nord de poarta supraveghetorului, în zilele noastre este astupată.
- Poarta Bney Ghuanima (în ebraică: שער בני ע'ואנימה , în arabă باب الغوانمة Bab Ar-Ghuanima) este localizată la colțul de nord-vest al Muntelui, dedesubtul Bibliotecii Școlii  Umariye. Numele porții și al turnului anexat evocă Poarta oilor (Shaar HaTzon שער הצאן - Bab Al-Ghnam) care se afla lângă Turnul Secolului și Turnul Hananel la extremitatea vestică zidului de nord.

### Porțile dinspre nord
- Poarta Întunecată ( în arabă:Bab Al-Atim باب العتم, în ebraică:השער החשוך Hashaar Hahashukh,) sau Poarta Feisal  (după Feisal I, emir, rege în Siria și apoi regele Irakului)  construită într-un tunel lung și întunecat dedesubtul Școlii islamice Omariye, pornind din Via Dolorosa.
- Poarta Iertării (în ebraică שער הסליחה Shaar Haslihá, după arabă:باب حطة- Bab Hutta), cunoscută și ca „Poarta Antonia”. Cartierul aflat în vecinătatea ei se numește de aceea Bab Hutta.
- Poarta Triburilor (în ebraică, שער השבטים Shaar Hashvatim, după arabă: Bab Al-Asbat باب الأسباط, referință la cele 12 triburi ale Israelului  biblic) se află la unghiul nord-estic al Muntelui Templului. Ea este in apropierea Poartei Leilor (Shaar Haarayot), din zidul cetății, care s-a numit și ea odată Poarta Triburilor. Poate că a servit în trecutul îndepărtat la accesul evreilor pe Muntele Templului, deoarece în apropiere se mai afla locuri ale căror nume evoca prezența evreilor: „Bazinul Israil” și turnul „Fiilor lui Israil”. În Războiul de Șase Zile prin Poarta Triburilor au pătruns pe Muntele Templului și de acolo la Zidul de Apus parașutiștii din divizia 55 a armatei israeliene.